# Kallern
Kallern es una comuna suiza del cantón de Argovia, ubicada en el distrito de Muri. Limita al norte con la comuna de Waltenschwil, al este con Boswil, al sur con Bettwil, al suroeste con Sarmenstorf, y al oeste con Uezwil.

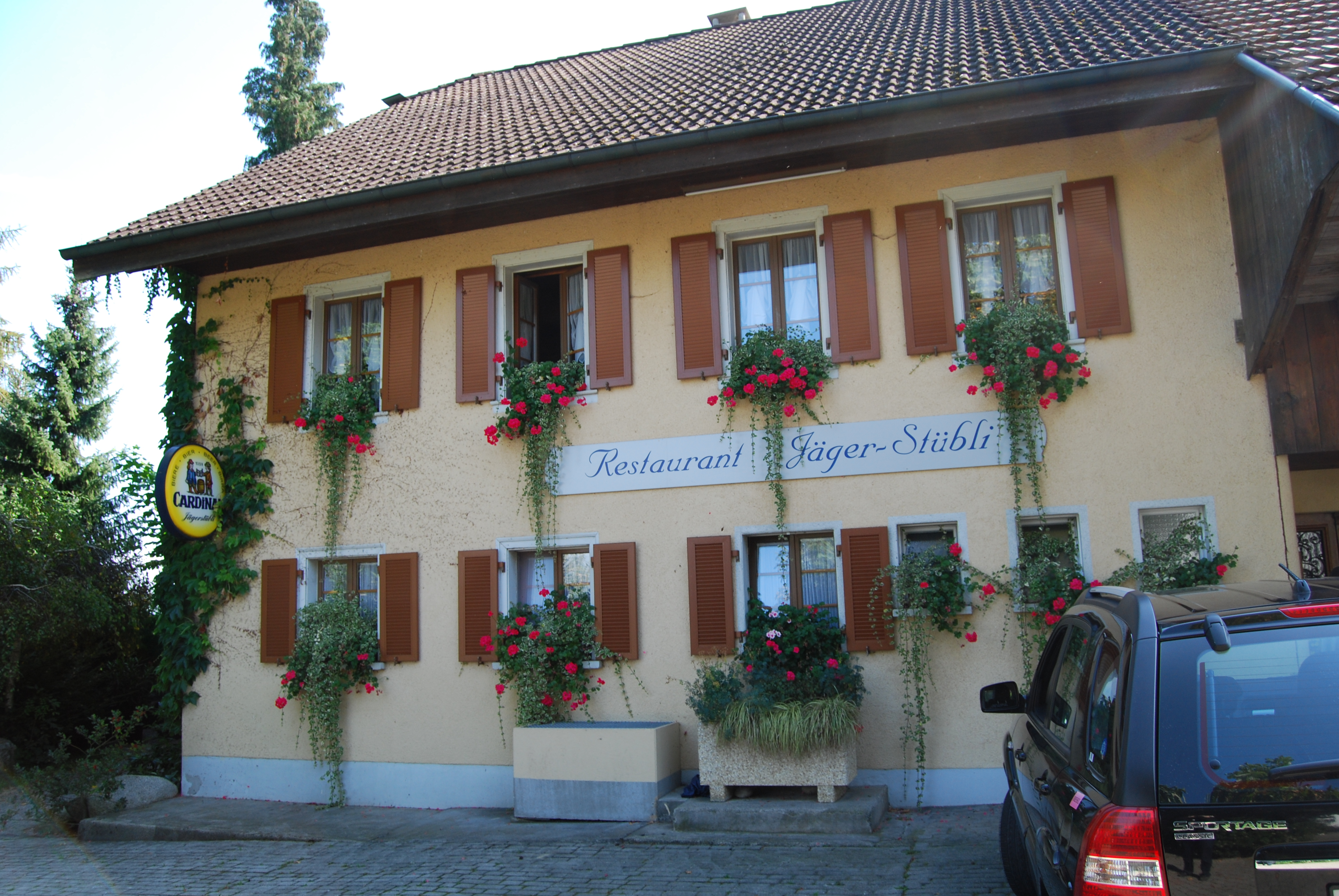
Restaurante en Kallern.